# Aniceto Utset
Utset  Prado est un nom espagnol. Le premier nom de famille, en général paternel, est Utset ; le second, en général maternel, souvent omis, est Prado.
Aniceto Utset Prado (né le 17 janvier 1932 à Terrassa et mort le 11 novembre 1998 dans la même ville) est un coureur cycliste espagnol. Professionnel de 1954 à 1961, il a notamment remporté le Tour de Catalogne en 1956.

## Palmarès
- 1954
  -  Champion d'Espagne sur route indépendants
  - Trofeo Jaumendreu
  - 3e du Trofeo Borras

- 1956
  - Classement général du Tour de Catalogne
  - 2e du GP Martorell

- 1958
  - 3e du championnat d'Espagne de la course de côte
  - 3e du Tour de Catalogne

- 1959
  - 5e étape du Tour d'Andalousie
  - 1rea étape du Tour du Levant (contre-la-montre par équipes)

- 1960
  - 3e du GP Ayutamiento de Bilbao
  - 3e du Trofeo Masferrer

- 1961
  - 7e étape du Tour d'Andalousie

## Résultats sur les grands tours

### Tour d'Espagne
5 participations
- 1957 : abandon (10e étape)
- 1958 : 35e
- 1959 : abandon (11e étape)
- 1960 : hors délais (15e étape)
- 1961 : 41e